# COMICポプリクラブ
『COMICポプリクラブ』（コミックポプリクラブ）は、マックスから発行されていた成人向け漫画雑誌。コンビニ漫画雑誌の一つ。1996年4月1日創刊。毎月1日発売。判型はB5判・中綴じ。2015年10月1日発売の2015年11月号を以って休刊した。本項では、通巻号数は不継承であるが大洋書房から発行されていた同名雑誌についても記述する。

## 概要
1986年10月に大洋図書の関連会社である大洋書房から『イチゴみるく』の名称で創刊。雑誌コードは01741。当時は、A5判サイズ・平綴じ（無線綴じ）の雑誌だった。
1988年12月号（1988年11月発売）から『コミックポプリクラブ』へ改題し、判型をB5判・中綴じに変更してリニューアル創刊し雑誌コードは13855に変更。『イチゴみるく』VOL.25（1988年11月号）の雑誌リニューアル予告では『comicポプリ』に改題すると告知されていたが、過去に他社から同名雑誌が発売されていたため、『コミックポプリクラブ』に変更されている。
当初の発行所は大洋書房で、1996年4月1日発売の同年5月号から発行所が大洋図書から独立した晋遊舎に変更され、『COMICポプリ倶楽部』に改称して新創刊した。雑誌コードは13865に変更、通巻号数もリセットされた。1997年6月1日発売の同年7月号から誌面リニューアルに伴い、『COMICポプリクラブ』に改称した。
2007年の晋遊舎の業務再編成に伴い、『COMICポプリクラブ』を含む成人向け雑誌の発行が子会社のマックスに移行され、2007年3月1日発売の同年4月号から発行元がマックスとなり雑誌コードは13759に変更された。
2004年8月号で通巻100号、2012年12月号で通巻200号を達成した（大洋書房発行分は含まず）。
2015年10月1日発売の同年11月号の巻末カラーページで、「読者の皆様へ」と掲題して、同号を以ってマックスからの発行が最後になる旨が告知されて休刊した。編集後記には「近いうちに新しい『ポプリクラブ』を別の版元から皆様にお届けできるように頑張っている」と記載されており、前々ページ、前ページには次号予告が掲載されていた。休刊に伴い『COMICポプリクラブ』連載作家陣の一部は、文苑堂発行の『COMIC BAVEL』へ移籍している。

## 表紙
タイトルロゴは幾度か変更されており、1988年12月号から2003年11月号までは「ポプリ」が大きく「クラブ」及び「倶楽部」が小さく表記されていた。『コミックポプリクラブ』ではタイトルロゴの左側に縦書きで「コミック」と表記されていたが、1994年10月号の誌面リニューアルでタイトルロゴが変更されて削除され、「ポプ」の隙間に小さく「COMIC」を追加して「クラブ」が縦書き表記に変更された。英文誌名の表記は1994年2月号から行われているが、末期とは異なり「COMIC POPURI CLUB」と表記した。『COMICポプリ倶楽部』の新創刊に伴ってタイトルロゴが刷新され、英文誌名も「Pot-pourri CLUB」に変更されたが、1997年7月号からタイトルロゴがカタカナ表記の『ポプリクラブ』に戻され、タイトルロゴ上部に筆記体で「Comic Potpourri Club」と記されている。2000年6月号から再度タイトルロゴが変更され、右に90度回転した「COMIC」表記が追加された。2003年12月号の誌面リニューアル以降、休刊する2015年11月号まで同一のタイトルロゴが使用されている。
表紙イラストは、太牙射悪（1988年12月号 - 1990年11月号?）、水原マサキ（1989年1月号）、橘薫（1989年2月号）、美樹まさと（1991年2月号・3月号）、うたたねひろゆき（1991年5月号? - 1992年12月号）、亜朧麗（1992年9月号）、みやもと留美（1993年1月号・1997年6月号）、さいとうそのこ（斉藤苑子）（1993年2月号 - 1996年11月号）、神楽妙子（1993年3月号）、林家ぱー（林家志弦）（1993年4月号・6月号）、FRED KELLY（1993年9月号・1997年1月号）、さくら姫（1995年3月号）、深田拓士（1996年12月号）、ひんでんブルグ（1997年2月号）、Mituo（1997年3月号）、蟹森ぐり（1997年4月号）、矢凪まさし（1997年5月号）、NAS-O（1997年7月号 - 2003年10月号）、兼処敬士（2003年11月号 - 2008年6月号）が担当した。2008年7月号以降はトモセシュンサクが主に担当しており、2014年4月号・6月号・8月号は恋泉天音、2015年3月号・5月号・7月号・10月号は鞍戸セラ、2015年9月号は黒磐まどか、2015年11月号は水原優がそれぞれ担当した。
2008年7月号から表紙テレカ応募者全員サービスが実施されていた。
業界の自主規制でのシール留めは青透明シール2枚である。以前は表紙が加工されておらず、疵や汚れに弱かったが、2013年3月号からPP加工に変更されている。

## 電子書籍
晋遊舎及びマックスから出版されたポプリコミックスの過去作単行本が、DMM.R18、DLsite.com、DiGiket.com、Gyutto.comで配信されている。このうち、DMM.R18とGyutto.comでは2012年以降に発売された『COMICポプリクラブ』本誌の電子書籍も配信されていたが、『COMICポプリクラブ』本誌の休刊と出版社であるマックスの解散に伴い配信を終了した。

## 増刊
『コミックポプリクラブ』増刊として、『コミックビッグ』（1989年9月15日発行）、『コミックランド』（隔月刊：1989年 - 1990年）、『MISTRAL』（隔月刊：1992年8月2日 - 1993年2月2日）、『COMICポプリクラブ』増刊として、『COMICマオ』（月刊：1999年7月16日 - 2001年5月15日）、『COMIC A-GEKI 鋭撃』（隔月刊：2001年12月7日 - 2002年4月6日）、『COMICポプリクラブ ダイハード』（隔月刊：2004年3月15日 - 同年11月15日）、『コミックPフラート』（隔月刊：2009年8月17日 - 2013年2月16日）を発行していたが、いずれも休刊している。2014年11月には、新たに『COMIC漫華鏡』（隔月刊：2014年11月17日 - 2015年9月16日）が創刊されたが、『COMICポプリクラブ』本誌の休刊に伴い、2015年11月号を以って休刊している。個別作家の特集号も増刊で幾つか発行されており、戸守香特集号（1989年4月号増刊）、太牙射悪特集号（1989年5月号増刊）、ヤスイリオスケ特集号（2011年9月号増刊）等が発売されている。
この他に、『ポプリクラブ』の人気作品を収録した再録ベストセレクション（アンソロジーコミック）「クライMAXシリーズ」が2013年12月から発売されていた。

## 掲載作家
『コミックポプリクラブ』では、『イチゴみるく』から引き続き、海野やよい、天王寺動物園（天王寺水族館）、ひんでんブルグ、森林林檎、もりやねこなどが執筆していた。他に、浦島礼仁、魔訶不思議、みやもと留美、深田拓士、わたなべまこと（SR渡辺誠）なども執筆していた。
ABC
- ASTROGUYII
- Bell's
- BENNY'S
- De
- EBA
- emily
- itotin
- Lapis Lazuli
- Louis&Visee
- momi
- peko
- ShAKe
- urute
- vanilla

あ行
- あいち志保
- 葵蜜柑
- 蒼津ウミヒト
- 赤井丸乃進
- あかざわRED
- 赤人
- 昭嶋しゅん
- あここ。
- あじす・あべば
- 安治ぽん太郎
- 東鉄神
- あめとゆき
- 天羽真理
- あやかわりく
- 綾波けんし
- 綾乃れな
- あゆま紗由
- あらいぐま
- いちこ
- いちはや
- 井藤ななみ
- 井ノ本リカ子
- いまいずみあつし
- 上田リエコ
- うた乃
- うめ子
- 梅之木裕二
- 恵田真芽
- 海老名えび
- 大嘘
- 大林森
- オレイロ

か行
- カイシンシ
- 加賀あくる
- かたせなの
- かぽんこたろう
- 神吉
- かーみら
- 辛口しゅーくりーむ
- 神無さつき
- ぎうにう
- 吉川かば夫
- 鬼ノ仁
- 魚肉ん
- くまこう
- ことぶきまいむ
- 虎向ひゅうら
- 小島紗
- こりす

さ行
- 佐倉はなつみ
- 天櫻みとの
- 桜井綾
- 真田鈴
- しーざー
- しぐにゃん
- 獅童ありす
- しらいちご
- シロガネヒナ
- 城爪草
- しんしん
- 新堂なおと
- 鈴井ナルミ

た行
- 高野美紀
- 高橋こばと
- 宝あきひと
- たまごかけごはん
- チサト
- チドリヌ
- 茶否
- 中年
- 綴り
- 椿屋めぐる
- 峠比呂
- とけーうさぎ
- どざむら
- とめきち

な行
- 中乃空
- なぎさわゆう
- 七瀬瑞穂
- 名仁川るい
- 鳴瀬ひろふみ
- 肉そうきゅー。
- 西崎えいむ

は行
- 長谷川ユキノ
- はづき
- 花札さくらの
- パニックアタック
- 原口清志
- ひげ政宗
- ひさまくまこ
- 広乃あずま
- ふじもとせい
- へかとん
- 星逢ひろ

ま行
- まうめん
- 真未たつや
- みことあけみ
- 水城たくや
- 蜜キング
- みつや
- 水月あるみ
- 宮崎摩耶
- 宮下未紀
- みやもとゆう
- 宮本りず
- むかいきよはる
- もとみやみつき

や行
- 八百鉄
- ヤスイリオスケ
- 由雅なおは

ら行
- 羅ぶい
- 瑠夏ひかる

わ行
- 稚名はなび

## 関連書籍
- 『CD-ROM COMIC SONOKO LAND THE WORKS OF SONOKO SAITO 斉藤苑子作品集』 司書房〈ツカサムック〉No.15、1996年9月25日発行、雑誌コード66012-15
  - さいとうそのこ（斉藤苑子）が担当した『コミックポプリクラブ』、『MISTRAL』、『PCドルフィン』の表紙イラスト等を収録。Windows 3.1/95、Macintosh対応CD-ROM付属。
- 『NAS-O illustration works』 晋遊舎〈晋遊舎ムック〉、2005年7月1日発行、ISBN 4-88380-464-X
  - NAS-Oが担当した『COMICポプリクラブ』1997年7月号 - 2003年10月号の表紙イラスト等を収録。
- 『コミックポプソクラブ』、2009年8月16日発行
  - ポプリクラブ連載作家陣による同誌のパロディ合同同人誌。コミックマーケット76で発売。
- 『トモセシュンサク ポプリクラブイラストワークス』 MAX〈MAXムック〉、2015年6月1日発行（2015年4月15日発売）、ISBN 978-4-86379-412-2
  - トモセシュンサクが担当した『COMICポプリクラブ』2008年7月号 - 2015年4月号の表紙イラストを収録。